# Modérés en révolution
Les Modérés en révolution, ancien nom Modérés italiens en révolution (en italien, Moderati italiani in rivoluzione, MIR) est un parti politique italien de droite, fondé le 18 novembre 2012, dirigé par Gianpiero Samorì. Il se présente dans toutes les circonscriptions en alliance avec Le Peuple de la liberté lors des élections générales italiennes de 2013.
Il obtient 81 984 voix (0,24 %) à la Chambre et 69 649 voix (0,22 %) au Sénat, et aucun élu. Walter Ferrazza en nommé secrétaire d'État du gouvernement Letta mais démissionne en raison de l'adhésion du MIR à Forza Italia fin 2013.